# Escala (estatística)
Em estatística, a escala de medição faz captura de dados na forma de pesquisas e, mensura as variáveis estatísticas de uma amostra para apresentação de dados. É classificada em alguns tipos: nominal, ordinal, proporcional, absoluta, intervalar e, rácio. A escala usada para medir as variáveis estatísticas dos elementos determina como os dados serão apresentados e qual a técnica estatística usada para analisá-lo.
A escolha de uma escala particular tem como consequências:
1. As operações matemáticas que se são permitidas com as respectivas variáveis
2. Quais as transformações que se podem fazer com as respectivas variáveis sem perda ou alteração da informação
3. Qual a informação sustentada pela variável e que interpretações é que são possíveis
4. As estatísticas de tendência central ou de dispersão que é possível determinar

## Tipos
Na representação da medida, foi formalizado o conceito de escala de medida, é verificada assim:
{\displaystyle \langle Emp,Num,M\rangle }
Emp: sistema relacional empírico que simboliza a realidade medida
Num: sistema relacional numérico simbolizando resultados de medição. Seu universo são números reais.
M: homomorfismo, aplicação que preserva a estrutura entre duas estruturas algébricas (exemplo grupos e anéis).
1. Escala nominal (nominalna) - escala com variáveis “nomeadas”.[1] O homomorfismo preserva alguma relação de equivalência em Emp com igualdade em Num. Variáveis expressas na escala nominal podem ser apenas "iguais" ou "diferentes" entre si. Não é feito qualquer ranking. Os números atribuídos servem apenas para identificar a pertença ou não pertença a uma categoria, ou de identificação. Exemplo: Matrículas de automóveis, códigos postais, estado civil, sexo, cor dos olhos, código de artigo, código de barras. {\displaystyle a\sim b\Leftrightarrow M(a)=M(b)}
2. Escala ordinal (porządkowa) Tem as variáveis em uma ordem específica.[1] O homomorfismo preserva uma relação de ordem parcial em Emp, relação não maior que em Num. A variável utilizada para medir uma determinada característica identifica que é pertencente a uma classe e pressupõe que as diferentes classes estão ordenadas sob uma determinada escala. Cada observação faz a associação do indivíduo medido a uma determinada classe, sem no entanto quantificar a magnitude da diferença face aos outros indivíduos. Exemplo: Escalão social, escalão salarial, escalas usadas na medida de opiniões. {\displaystyle a\preceq b\Leftrightarrow M(a)\leqslant M(b)}
3. Escala proporcional: qualquer homomorfismo construído em um sistema empírico Emp preserva as proporções entre as medições. {\displaystyle {\frac {M(a)}{M(b)}}={\frac {M'(a)}{M'(b)}}}
4. Escala absoluta: ocorre quando existe apenas um homomorfismo possível que preserva um determinado conjunto de relações. {\displaystyle M=M'}
5. Escala métrica: Para além de ser possível ordenar os indivíduos, é também feita uma quantificação das diferenças entre eles. As escalas métricas dividem-se em dois subtipos:
  1. Escala de intervalo ou intervalar (interwałowa): escala que oferece etiquetas e intervalo específico.[1] Qualquer homomorfismo construído no mesmo sistema empírico e preservando a ordem também preserva as proporções das diferenças entre as medidas. Um caso particular das escalas métricas em que é possível quantificar as distâncias entre as medições mas onde não há um ponto nulo natural e uma unidade natural. Exemplo clássico são as escalas de temperatura Celsius e Fahrenheit, onde não se pode assumir um ponto 0 (ponto de nulidade) ou dizer que a temperatura X é o dobro da temperatura Y. Já a escala Kelvin não é considerada uma escala intervalar e sim uma escala de razão, por possuir zero absoluto.[3] Se {\displaystyle c\succ d\wedge a\succ b\wedge (a\succ b\Leftrightarrow M'(a)>M'(b))} para {\displaystyle {\frac {M(a)-M(b)}{M(c)-M(d)}}={\frac {M'(a)-M'(b)}{M'(c)-M'(d)}}}
  2. Escala de razão ou rácio: é igual a escala intervalar e também acomoda o valor de “zero absoluto".[1] A escala onde não só é possível quantificar as diferenças entre as medições como também estão garantidas certas condições matemáticas vantajosas, como um ponto de nulidade. Isto permite o quociente de duas medições, independentemente da unidade de medida. É possível fazer diferenças e quocientes e logo a conversão (de km em milhas, por exemplo). Exemplos de escalas de razão são a idade, salário, preço, volume de vendas, distâncias.